# USS Unicorn (SS-429)
USS Unicorn (SS-429) – okręt podwodny typu Balao był pierwszym okrętem US Navy noszącym nazwę pochodzącą od narwala. Jego konstrukcja została zatwierdzona 9 czerwca 1942 i budowę rozpoczęto w Cramp Shipbuilding Company w Filadelfii, ale kontrakt anulowano 29 sierpnia 1944.